# Ben Woodburn
Benjamin Woodburn (Chester, 15 de outubro de 1999) é um futebolista galês que atua como atacante. Atualmente, joga pelo Liverpool.

## Carreira
Woodburn chegou ao Liverpool em 2007, permanecendo nas categorias de base do clube por 9 anos.
Seu desempenho nos treinos impressionou o técnico dos Reds, Jürgen Klopp, que promoveu o jovem atacante ao elenco principal. Seu primeiro jogo foi um amistoso contra o Tranmere Rovers, onde o Liverpool venceu por 1–0, além de ter dado uma assistência para o gol de Roberto Firmino na vitória por 5 a 0 sobre o Fleetwood Town.
Juntamente com o volante Kevin Stewart e o lateral Trent Alexander-Arnold, também egressos da base, assinou o primeiro contrato profissional em 8 de novembro de 2016. No dia 26, Woodburn fez sua estreia como profissional, contra o Sunderland, ficando entre os reservas. Aos 47 minutos do segundo tempo, entrou no lugar de Georginio Wijnaldum, tornando-se o mais jovem atleta a disputar um jogo da Premier League pelo Liverpool, e o terceiro mais novo a fazê-lo no geral. 3 dias depois, na partida contra o Leeds United, bateu mais um recorde: o de jogador mais jovem a fazer um gol pelos Reds, aos 17 anos e 45 dias. O feito pertencia, até então, a Michael Owen.
Para a temporada 2018-19, o Liverpool emprestou Woodburn ao Sheffield United para disputar a EFL Championship. Após uma lesão no tornozelo, o Sheffield United devolveu Woodburn, que atuou em apenas 8 partidas pelos Blades, ao Liverpool. O atacante esteve próximo de assinar com o Hull City, mas o acordo não foi finalizado.

## Seleção Galesa
Com passagem pelas categorias de base da Seleção Galesa, embora tenha nascido na Inglaterra, Woodburn disputou seu primeiro jogo na equipe adulta em 2 de setembro de 2017, marcando o gol da vitória por 1 a 0 contra a Áustria, pelas eliminatórias europeias da Copa de 2018. Com isso, o atacante superou Gareth Bale, principal jogador do País de Gales, como o atleta mais novo a marcar um gol pela seleção.

## Estatísticas
Atualizado até 2 de janeiro de 2018

### Clubes

#### Categorias de base
| Temporada                    | Clube                        | Campeonato                   | Jogos | Gols | Assist. |
| ---------------------------- | ---------------------------- | ---------------------------- | ----- | ---- | ------- |
| 2015–16                      | Liverpool                    | FA Youth Cup                 | 2     | 0    | 0       |
| 2016–17                      | Liverpool                    | Premier League 2             | 15    | 8    | 6       |
| 2017–18                      | Liverpool                    | Premier League 2             | 5     | 2    | 2       |
| 2017–18                      | Liverpool                    | Liga Jovem da UEFA           | 6     | 1    | 1       |
| Total nas categorias de base | Total nas categorias de base | Total nas categorias de base | 28    | 11   | 9       |

#### Profissional
| Equipe            | Temporada         | Campeonato nacional | Campeonato nacional | Copa nacional | Copa nacional | Competições continentais | Competições continentais | Total | Total |
| Equipe            | Temporada         | Jogos               | Gols                | Jogos         | Gols          | Jogos                    | Gols                     | Jogos | Gols  |
| ----------------- | ----------------- | ------------------- | ------------------- | ------------- | ------------- | ------------------------ | ------------------------ | ----- | ----- |
| Liverpool         | 2016–17           | 5                   | 0                   | 4             | 1             | –                        | –                        | 9     | 1     |
| Liverpool         | 2017–18           | 0                   | 0                   | 1             | 0             | –                        | –                        | 1     | 0     |
| Total na carreira | Total na carreira | 5                   | 0                   | 5             | 1             | 0                        | 0                        | 10    | 1     |

## Títulos
Liverpool
- Liga dos Campeões da UEFA: 2018–19

### Prêmios individuais
- 33º melhor jovem do ano de 2017 (FourFourTwo)[15]

### Recordes
- Jogador mais novo a marcar um gol pelo Liverpool (17 anos e 45 dias)